# Lokiceratops
Lokiceratops (il cui nome significa "faccia cornuta di Loki") è un genere estinto di dinosauro ceratopsiano centrosaurino vissuto nel Cretaceo superiore, circa 78.1 milioni di fa (Campaniano), in quella che oggi è la Formazione Judith River nel Montana, Stati Uniti. Il genere contiene un'unica specie, la specie tipo L. rangiformis, nota per la maggior parte del cranio e uno scheletro parziale. Altri quattro ceratopsiani sono stati ritrovati nello stesso intervallo stratigrafico di Lokiceratops, più che in qualsiasi altra località, suggerendo che questo clade fosse molto diversificato durante il Cretaceo superiore della Laramidia settentrionale.

## Scoperta e denominazione
L'esemplare olotipo di Lokiceratops, EMK 0012, venne scoperto da Mark Eatman nel 2019 nella cava di Loki, che rappresenta gli affioramenti della Formazione Judith River (membro del McClelland Ferry) a Kennedy Coulee. Questa località è situata nei calanchi vicino al fiume Milk e alla città di Rudyard nella Contea di Hill, nel Montana settentrionale, Stati Uniti, vicino al confine canadese. L'esemplare è stato scoperto disarticolato ma associato, con gran parte del materiale che mostrava un certo grado di deformazione plastica dovuta alla compressione subita durante la fossilizzazione.
L'olotipo è costituito da molte ossa del cranio e da parti postcraniche frammentarie, comprendenti una vertebra cervicale posteriore, il sinsacro e le vertebre dorsali e caudali associate, una vertebra caudale isolata e uno chevron, la scapola destra fusa e la coracoide della cintura pettorale, e sia l'ileo che l'ischio della cintura pelvica.
Dopo la sua scoperta ed estrazione dal terreno, EMK 0012 venne trasportato a Fossilogic, un'azienda specializzata nella preparazione di fossili. Il materiale è stato preparato nel corso del 2021 prima di essere modellato per creare calchi di plastica accessibili ai ricercatori. Un cranio ricostruito in modo realistico venne quindi essere assemblato articolando le ossa identificate e riempiendo le lacune lasciate dalle ossa mancanti con ossa specchiate del lato opposto del cranio e dati informativi da specie correlate. È stato realizzato un calco del cranio per l'esposizione e l'accesso dei ricercatori sia al Museo di storia naturale dello Utah a Salt Lake City, Utah (UMNH VP C-991) che al Royal Ontario Museum a Toronto, Canada (ROM 88670). Una volta completamente pronto per l'esposizione, il materiale olotipico è stato spostato al Museo dell'Evoluzione (Evolutionsmuseet) presso il parco safari di Knuthenborg a Lolland, Danimarca, dove risiede permanentemente. Nel 2022, in seguito all'acquisizione dell'esemplare da parte del museo e prima della sua descrizione accademica, il parco safari di Knuthenborg annunciò che l'esemplare rappresentava una nuova specie di dinosauro ceratopsiano che alla fine avrebbe preso il nome di un dio nordico. Hanno inoltre notato che l'esemplare olotipo, soprannominato "Frederik", rappresenta una delle prime specie di dinosauro distinte ad essere esposte nel paese.
Nel 2024, un team internazionale di ricercatori guidato da Mark A. Loewen e Joseph JW Sertich ha pubblicato la descrizione su PeerJ di Lokiceratops rangiformis come nuovo genere e specie di ceratopsiano centrosaurino basato su questi resti fossili. Il nome del genere, Lokiceratops, combina un riferimento a Loki, il dio nordico delle malefatte, con la parola greca "ceratops", derivata da κέρας/kéras che significa "corno", e ὤψ/ṓps che significa "faccia", un suffisso comune per i nomi dei ceratopsiani. Questo nome è stato scelto in riferimento alla somiglianza tra le corna ricurve presenti in cima al collare dell'animale e le lame ricurve talvolta associate a Loki. Onora anche la collaborazione tra ricercatori statunitensi (per il luogo in cui è stato ritrovato l'esemplare) e danesi (luogo in cui è ospitato l'esemplare). Il nome della specie, rangiformis, fa riferimento al genere di mammiferi Rangifer, comunemente noti come renne o caribù, le cui corna si dice siano bilateralmente asimmetriche proprio come i fronzoli e le corna presenti sul collare di Lokiceratops. Pertanto, il binomio completo significa "faccia cornuta di Loki somigliante ad un caribù".

## Descrizione

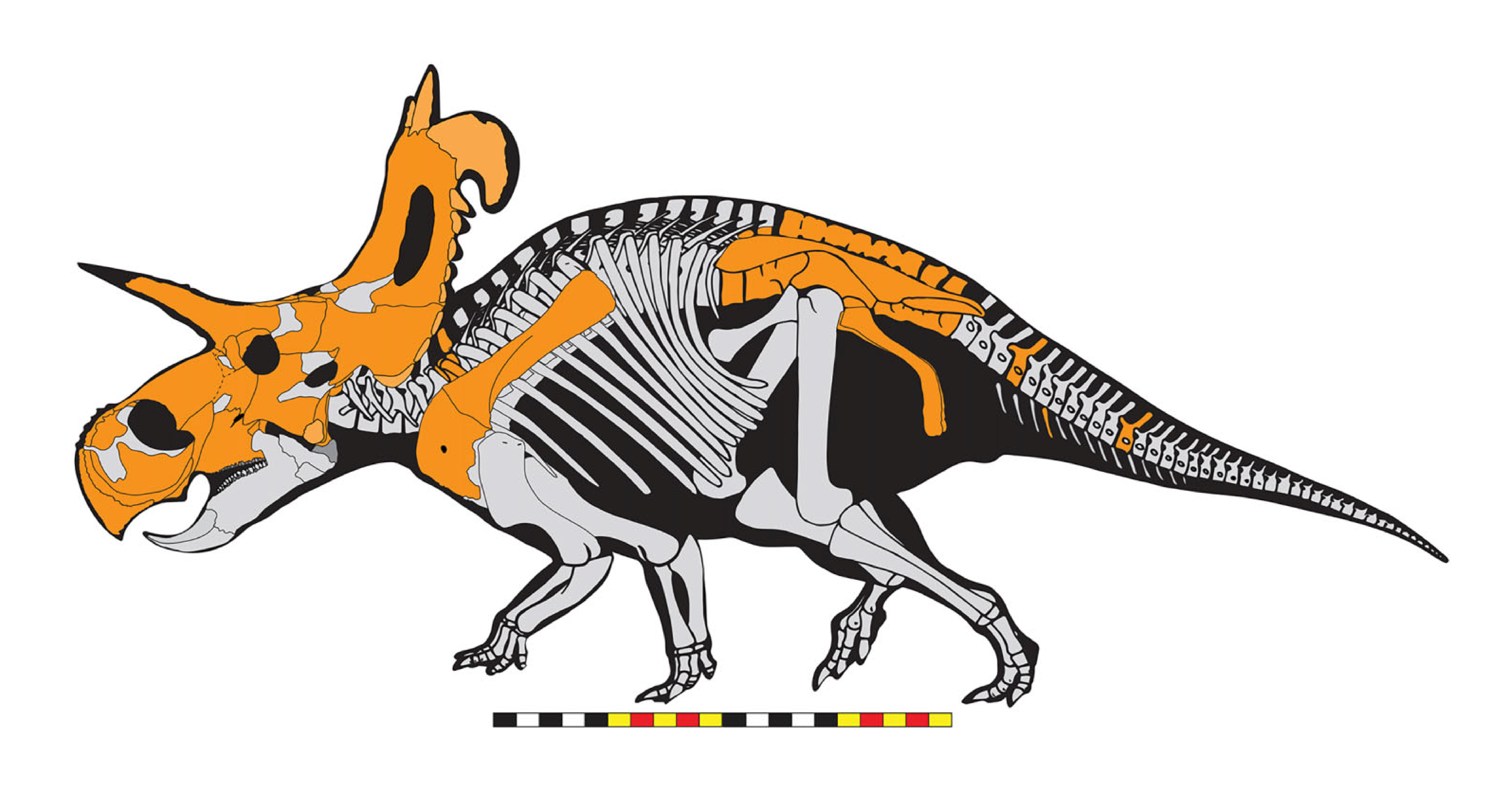
Illustrazione dello scheletro di L. rangiformis con il materiale noto in arancione

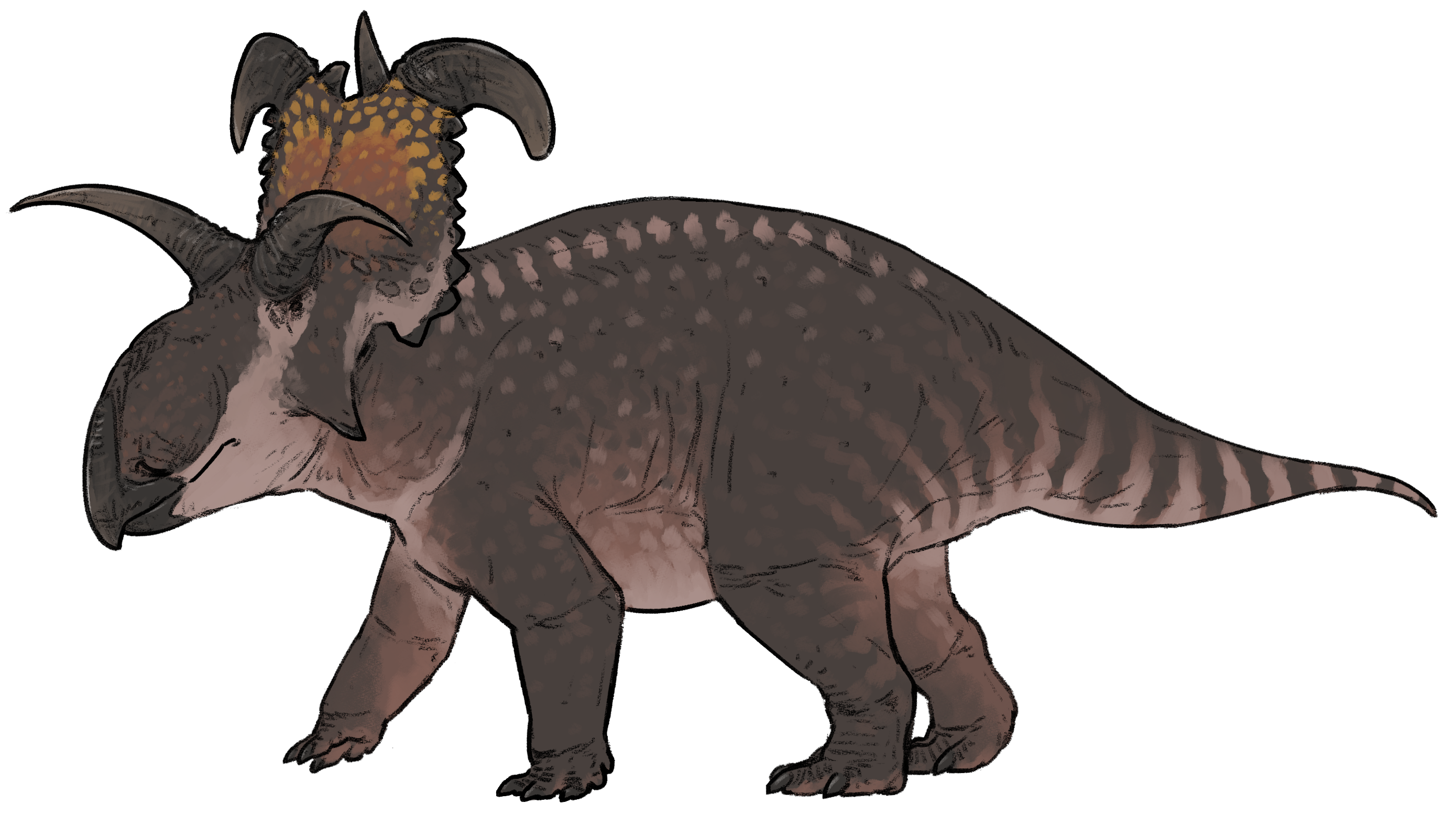
Ricostruzione artistica di L. rangiformis

Il materiale fossile di Lokiceratops è di circa il 20% più grande dei presunti individui adulti del contemporaneo Medusaceratops. Il cranio ha una lunghezza basale di circa 0,95 metri e una lunghezza totale di 1,92-1,99 metri. L'individuo olotipo era probabilmente lungo circa 6,7 metri, con un peso di circa 5 tonnellate. In quanto tale, Lokiceratops rappresenta uno dei centrosaurini più grandi conosciuti.
A differenza dei suoi parenti più stretti, Lokiceratops sembra essere privo di un corno nasale. Il secondo epiparietale è ipertrofico (eccessivamente ingrossato) e a forma di lama, curvandosi lateralmente lungo lo stesso piano del collare. Queste corna ricurve in cima al collare dell'animale sono più grandi di qualsiasi altra ossificazione del collare di qualsiasi altro centrosaurino conosciuto.

## Classificazione

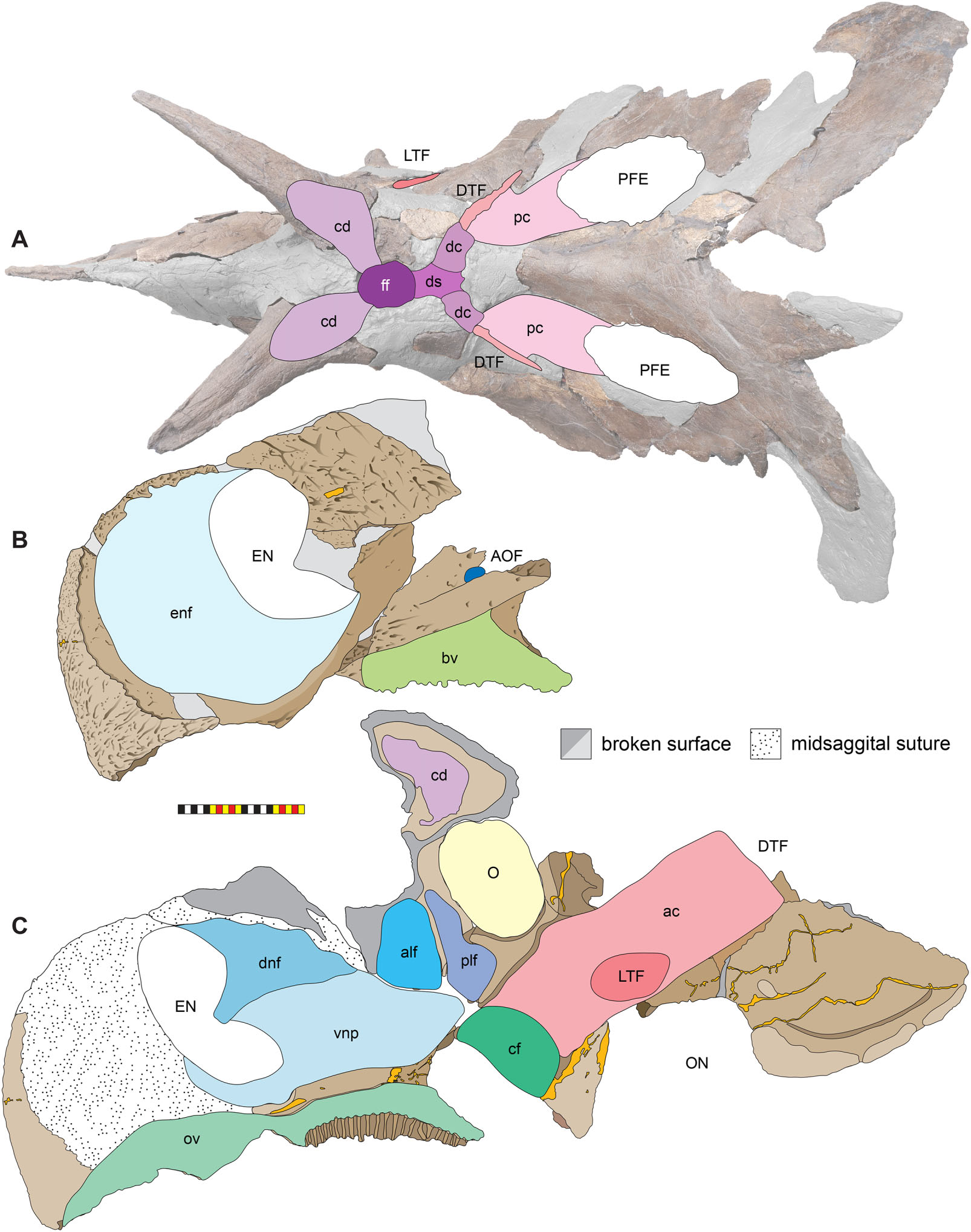
Regioni pneumatiche del cranio di L. rangiformis, inclusa la fossa nariale esterna rotonda (enf) caratteristica dei centrosaurini

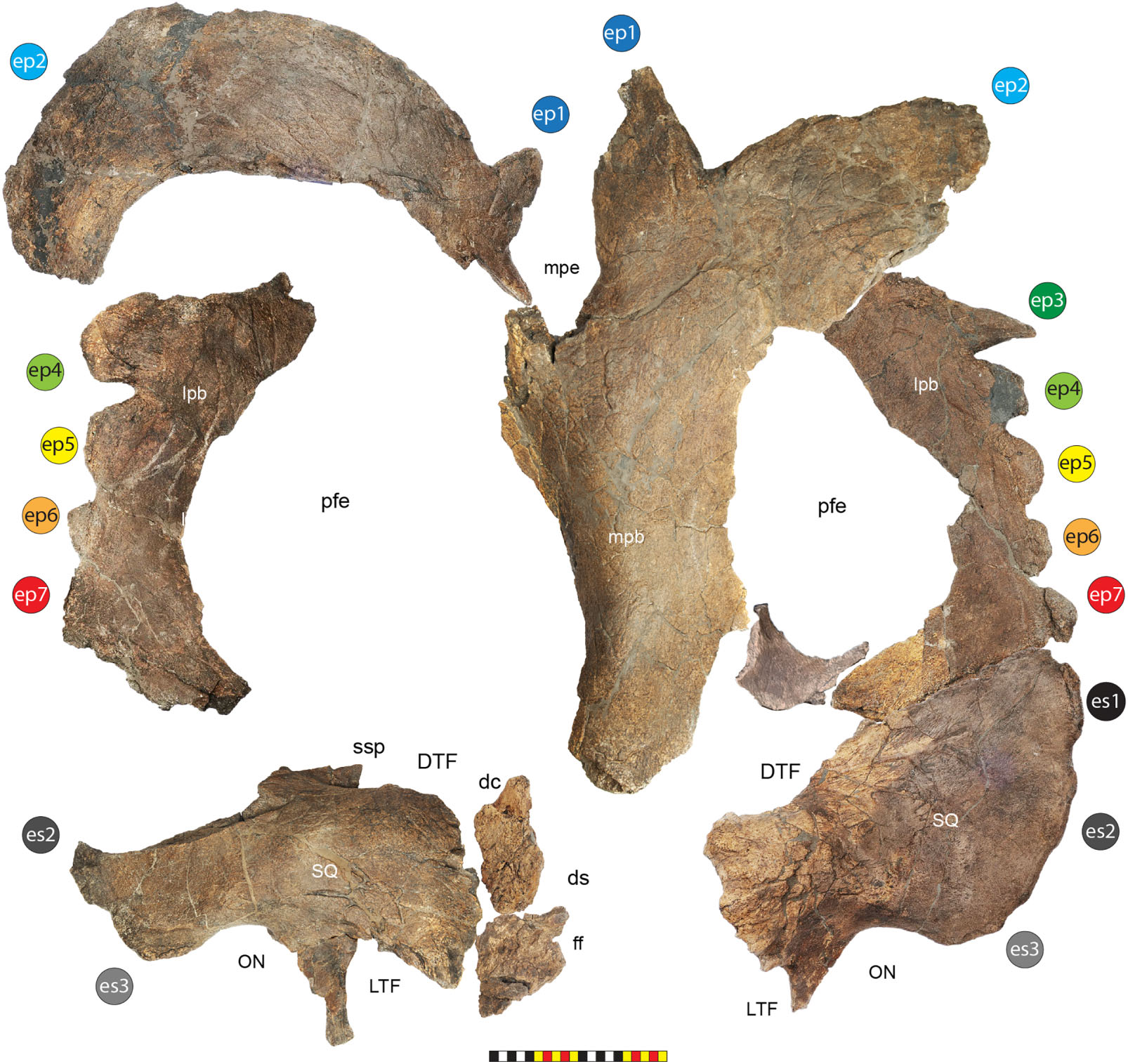
Collare osseo di L. rangiformis

Per determinare le relazioni di Lokiceratops, Loewen et al. (2024) lo hanno testato utilizzando un'analisi filogenetica. Sulla base di diversi caratteri, tra cui la presenza di più di sei epiparietali su ciascun lato del collare, gli epiparietali grandi, piatti, a forma di lama, la fossa nariale esterna premascellare rotonda e lo squamoso a ventaglio, indicherebbero che si tratti di un membro della sottofamiglia ceratopsiana Centrosaurinae. Più precisamente, Lokiceratops viene recuperarono come taxon gemello del clade formato da Albertaceratops e dal contemporaneo Medusaceratops. Loewen et al. hanno nominato il clade a cui appartengono le tre specie Albertaceratopsini. Tutti e tre i generi condividono una fontanella frontoparietale arrotondata (piuttosto che stretta), nonché un primo epiparietale situato sullo stesso piano laterale del collare.
I loro risultati sono visualizzati nel cladogramma sottostante:
|  | Yehuecauhceratops |
|  |                   |
|  | Menefeeceratops   |
|  |                   |

|  | Crittendenceratops                                                       |
|  |                                                                          |
|  | \| \| Nasutoceratops \| \| \| \| \| \| Avaceratops specimens \| \| \| \| |
|  |                                                                          |
|  | Nasutoceratops                                                           |
|  |                                                                          |
|  | Avaceratops specimens                                                    |
|  |                                                                          |

|  | Nasutoceratops        |
|  |                       |
|  | Avaceratops specimens |
|  |                       |

|  | Lokiceratops                                                       |
|  |                                                                    |
|  | \| \| Albertaceratops \| \| \| \| \| \| Medusaceratops \| \| \| \| |
|  |                                                                    |
|  | Albertaceratops                                                    |
|  |                                                                    |
|  | Medusaceratops                                                     |
|  |                                                                    |

|  | Albertaceratops |
|  |                 |
|  | Medusaceratops  |
|  |                 |

|  | Wendiceratops |
|  |               |
|  | Sinoceratops  |
|  |               |

|  | Styracosaurus spp.                                                 |
|  |                                                                    |
|  | \| \| Stellasaurus \| \| \| \| \| \| Pachyrhinosaurini \| \| \| \| |
|  |                                                                    |
|  | Stellasaurus                                                       |
|  |                                                                    |
|  | Pachyrhinosaurini                                                  |
|  |                                                                    |

|  | Stellasaurus      |
|  |                   |
|  | Pachyrhinosaurini |
|  |                   |

|  | Styracosaurus spp.                                                 |
|  |                                                                    |
|  | \| \| Stellasaurus \| \| \| \| \| \| Pachyrhinosaurini \| \| \| \| |
|  |                                                                    |
|  | Stellasaurus                                                       |
|  |                                                                    |
|  | Pachyrhinosaurini                                                  |
|  |                                                                    |

|  | Stellasaurus      |
|  |                   |
|  | Pachyrhinosaurini |
|  |                   |

|  | Wendiceratops |
|  |               |
|  | Sinoceratops  |
|  |               |

|  | Styracosaurus spp.                                                 |
|  |                                                                    |
|  | \| \| Stellasaurus \| \| \| \| \| \| Pachyrhinosaurini \| \| \| \| |
|  |                                                                    |
|  | Stellasaurus                                                       |
|  |                                                                    |
|  | Pachyrhinosaurini                                                  |
|  |                                                                    |

|  | Stellasaurus      |
|  |                   |
|  | Pachyrhinosaurini |
|  |                   |

|  | Styracosaurus spp.                                                 |
|  |                                                                    |
|  | \| \| Stellasaurus \| \| \| \| \| \| Pachyrhinosaurini \| \| \| \| |
|  |                                                                    |
|  | Stellasaurus                                                       |
|  |                                                                    |
|  | Pachyrhinosaurini                                                  |
|  |                                                                    |

|  | Stellasaurus      |
|  |                   |
|  | Pachyrhinosaurini |
|  |                   |

|  | Lokiceratops                                                       |
|  |                                                                    |
|  | \| \| Albertaceratops \| \| \| \| \| \| Medusaceratops \| \| \| \| |
|  |                                                                    |
|  | Albertaceratops                                                    |
|  |                                                                    |
|  | Medusaceratops                                                     |
|  |                                                                    |

|  | Albertaceratops |
|  |                 |
|  | Medusaceratops  |
|  |                 |

|  | Wendiceratops |
|  |               |
|  | Sinoceratops  |
|  |               |

|  | Styracosaurus spp.                                                 |
|  |                                                                    |
|  | \| \| Stellasaurus \| \| \| \| \| \| Pachyrhinosaurini \| \| \| \| |
|  |                                                                    |
|  | Stellasaurus                                                       |
|  |                                                                    |
|  | Pachyrhinosaurini                                                  |
|  |                                                                    |

|  | Stellasaurus      |
|  |                   |
|  | Pachyrhinosaurini |
|  |                   |

|  | Styracosaurus spp.                                                 |
|  |                                                                    |
|  | \| \| Stellasaurus \| \| \| \| \| \| Pachyrhinosaurini \| \| \| \| |
|  |                                                                    |
|  | Stellasaurus                                                       |
|  |                                                                    |
|  | Pachyrhinosaurini                                                  |
|  |                                                                    |

|  | Stellasaurus      |
|  |                   |
|  | Pachyrhinosaurini |
|  |                   |

|  | Wendiceratops |
|  |               |
|  | Sinoceratops  |
|  |               |

|  | Styracosaurus spp.                                                 |
|  |                                                                    |
|  | \| \| Stellasaurus \| \| \| \| \| \| Pachyrhinosaurini \| \| \| \| |
|  |                                                                    |
|  | Stellasaurus                                                       |
|  |                                                                    |
|  | Pachyrhinosaurini                                                  |
|  |                                                                    |

|  | Stellasaurus      |
|  |                   |
|  | Pachyrhinosaurini |
|  |                   |

|  | Styracosaurus spp.                                                 |
|  |                                                                    |
|  | \| \| Stellasaurus \| \| \| \| \| \| Pachyrhinosaurini \| \| \| \| |
|  |                                                                    |
|  | Stellasaurus                                                       |
|  |                                                                    |
|  | Pachyrhinosaurini                                                  |
|  |                                                                    |

|  | Stellasaurus      |
|  |                   |
|  | Pachyrhinosaurini |
|  |                   |

|  | Crittendenceratops                                                       |
|  |                                                                          |
|  | \| \| Nasutoceratops \| \| \| \| \| \| Avaceratops specimens \| \| \| \| |
|  |                                                                          |
|  | Nasutoceratops                                                           |
|  |                                                                          |
|  | Avaceratops specimens                                                    |
|  |                                                                          |

|  | Nasutoceratops        |
|  |                       |
|  | Avaceratops specimens |
|  |                       |

|  | Lokiceratops                                                       |
|  |                                                                    |
|  | \| \| Albertaceratops \| \| \| \| \| \| Medusaceratops \| \| \| \| |
|  |                                                                    |
|  | Albertaceratops                                                    |
|  |                                                                    |
|  | Medusaceratops                                                     |
|  |                                                                    |

|  | Albertaceratops |
|  |                 |
|  | Medusaceratops  |
|  |                 |

|  | Wendiceratops |
|  |               |
|  | Sinoceratops  |
|  |               |

|  | Styracosaurus spp.                                                 |
|  |                                                                    |
|  | \| \| Stellasaurus \| \| \| \| \| \| Pachyrhinosaurini \| \| \| \| |
|  |                                                                    |
|  | Stellasaurus                                                       |
|  |                                                                    |
|  | Pachyrhinosaurini                                                  |
|  |                                                                    |

|  | Stellasaurus      |
|  |                   |
|  | Pachyrhinosaurini |
|  |                   |

|  | Styracosaurus spp.                                                 |
|  |                                                                    |
|  | \| \| Stellasaurus \| \| \| \| \| \| Pachyrhinosaurini \| \| \| \| |
|  |                                                                    |
|  | Stellasaurus                                                       |
|  |                                                                    |
|  | Pachyrhinosaurini                                                  |
|  |                                                                    |

|  | Stellasaurus      |
|  |                   |
|  | Pachyrhinosaurini |
|  |                   |

|  | Wendiceratops |
|  |               |
|  | Sinoceratops  |
|  |               |

|  | Styracosaurus spp.                                                 |
|  |                                                                    |
|  | \| \| Stellasaurus \| \| \| \| \| \| Pachyrhinosaurini \| \| \| \| |
|  |                                                                    |
|  | Stellasaurus                                                       |
|  |                                                                    |
|  | Pachyrhinosaurini                                                  |
|  |                                                                    |

|  | Stellasaurus      |
|  |                   |
|  | Pachyrhinosaurini |
|  |                   |

|  | Styracosaurus spp.                                                 |
|  |                                                                    |
|  | \| \| Stellasaurus \| \| \| \| \| \| Pachyrhinosaurini \| \| \| \| |
|  |                                                                    |
|  | Stellasaurus                                                       |
|  |                                                                    |
|  | Pachyrhinosaurini                                                  |
|  |                                                                    |

|  | Stellasaurus      |
|  |                   |
|  | Pachyrhinosaurini |
|  |                   |

|  | Lokiceratops                                                       |
|  |                                                                    |
|  | \| \| Albertaceratops \| \| \| \| \| \| Medusaceratops \| \| \| \| |
|  |                                                                    |
|  | Albertaceratops                                                    |
|  |                                                                    |
|  | Medusaceratops                                                     |
|  |                                                                    |

|  | Albertaceratops |
|  |                 |
|  | Medusaceratops  |
|  |                 |

|  | Wendiceratops |
|  |               |
|  | Sinoceratops  |
|  |               |

|  | Styracosaurus spp.                                                 |
|  |                                                                    |
|  | \| \| Stellasaurus \| \| \| \| \| \| Pachyrhinosaurini \| \| \| \| |
|  |                                                                    |
|  | Stellasaurus                                                       |
|  |                                                                    |
|  | Pachyrhinosaurini                                                  |
|  |                                                                    |

|  | Stellasaurus      |
|  |                   |
|  | Pachyrhinosaurini |
|  |                   |

|  | Styracosaurus spp.                                                 |
|  |                                                                    |
|  | \| \| Stellasaurus \| \| \| \| \| \| Pachyrhinosaurini \| \| \| \| |
|  |                                                                    |
|  | Stellasaurus                                                       |
|  |                                                                    |
|  | Pachyrhinosaurini                                                  |
|  |                                                                    |

|  | Stellasaurus      |
|  |                   |
|  | Pachyrhinosaurini |
|  |                   |

|  | Wendiceratops |
|  |               |
|  | Sinoceratops  |
|  |               |

|  | Styracosaurus spp.                                                 |
|  |                                                                    |
|  | \| \| Stellasaurus \| \| \| \| \| \| Pachyrhinosaurini \| \| \| \| |
|  |                                                                    |
|  | Stellasaurus                                                       |
|  |                                                                    |
|  | Pachyrhinosaurini                                                  |
|  |                                                                    |

|  | Stellasaurus      |
|  |                   |
|  | Pachyrhinosaurini |
|  |                   |

|  | Styracosaurus spp.                                                 |
|  |                                                                    |
|  | \| \| Stellasaurus \| \| \| \| \| \| Pachyrhinosaurini \| \| \| \| |
|  |                                                                    |
|  | Stellasaurus                                                       |
|  |                                                                    |
|  | Pachyrhinosaurini                                                  |
|  |                                                                    |

|  | Stellasaurus      |
|  |                   |
|  | Pachyrhinosaurini |
|  |                   |

|  | Yehuecauhceratops |
|  |                   |
|  | Menefeeceratops   |
|  |                   |

|  | Crittendenceratops                                                       |
|  |                                                                          |
|  | \| \| Nasutoceratops \| \| \| \| \| \| Avaceratops specimens \| \| \| \| |
|  |                                                                          |
|  | Nasutoceratops                                                           |
|  |                                                                          |
|  | Avaceratops specimens                                                    |
|  |                                                                          |

|  | Nasutoceratops        |
|  |                       |
|  | Avaceratops specimens |
|  |                       |

|  | Lokiceratops                                                       |
|  |                                                                    |
|  | \| \| Albertaceratops \| \| \| \| \| \| Medusaceratops \| \| \| \| |
|  |                                                                    |
|  | Albertaceratops                                                    |
|  |                                                                    |
|  | Medusaceratops                                                     |
|  |                                                                    |

|  | Albertaceratops |
|  |                 |
|  | Medusaceratops  |
|  |                 |

|  | Wendiceratops |
|  |               |
|  | Sinoceratops  |
|  |               |

|  | Styracosaurus spp.                                                 |
|  |                                                                    |
|  | \| \| Stellasaurus \| \| \| \| \| \| Pachyrhinosaurini \| \| \| \| |
|  |                                                                    |
|  | Stellasaurus                                                       |
|  |                                                                    |
|  | Pachyrhinosaurini                                                  |
|  |                                                                    |

|  | Stellasaurus      |
|  |                   |
|  | Pachyrhinosaurini |
|  |                   |

|  | Styracosaurus spp.                                                 |
|  |                                                                    |
|  | \| \| Stellasaurus \| \| \| \| \| \| Pachyrhinosaurini \| \| \| \| |
|  |                                                                    |
|  | Stellasaurus                                                       |
|  |                                                                    |
|  | Pachyrhinosaurini                                                  |
|  |                                                                    |

|  | Stellasaurus      |
|  |                   |
|  | Pachyrhinosaurini |
|  |                   |

|  | Wendiceratops |
|  |               |
|  | Sinoceratops  |
|  |               |

|  | Styracosaurus spp.                                                 |
|  |                                                                    |
|  | \| \| Stellasaurus \| \| \| \| \| \| Pachyrhinosaurini \| \| \| \| |
|  |                                                                    |
|  | Stellasaurus                                                       |
|  |                                                                    |
|  | Pachyrhinosaurini                                                  |
|  |                                                                    |

|  | Stellasaurus      |
|  |                   |
|  | Pachyrhinosaurini |
|  |                   |

|  | Styracosaurus spp.                                                 |
|  |                                                                    |
|  | \| \| Stellasaurus \| \| \| \| \| \| Pachyrhinosaurini \| \| \| \| |
|  |                                                                    |
|  | Stellasaurus                                                       |
|  |                                                                    |
|  | Pachyrhinosaurini                                                  |
|  |                                                                    |

|  | Stellasaurus      |
|  |                   |
|  | Pachyrhinosaurini |
|  |                   |

|  | Lokiceratops                                                       |
|  |                                                                    |
|  | \| \| Albertaceratops \| \| \| \| \| \| Medusaceratops \| \| \| \| |
|  |                                                                    |
|  | Albertaceratops                                                    |
|  |                                                                    |
|  | Medusaceratops                                                     |
|  |                                                                    |

|  | Albertaceratops |
|  |                 |
|  | Medusaceratops  |
|  |                 |

|  | Wendiceratops |
|  |               |
|  | Sinoceratops  |
|  |               |

|  | Styracosaurus spp.                                                 |
|  |                                                                    |
|  | \| \| Stellasaurus \| \| \| \| \| \| Pachyrhinosaurini \| \| \| \| |
|  |                                                                    |
|  | Stellasaurus                                                       |
|  |                                                                    |
|  | Pachyrhinosaurini                                                  |
|  |                                                                    |

|  | Stellasaurus      |
|  |                   |
|  | Pachyrhinosaurini |
|  |                   |

|  | Styracosaurus spp.                                                 |
|  |                                                                    |
|  | \| \| Stellasaurus \| \| \| \| \| \| Pachyrhinosaurini \| \| \| \| |
|  |                                                                    |
|  | Stellasaurus                                                       |
|  |                                                                    |
|  | Pachyrhinosaurini                                                  |
|  |                                                                    |

|  | Stellasaurus      |
|  |                   |
|  | Pachyrhinosaurini |
|  |                   |

|  | Wendiceratops |
|  |               |
|  | Sinoceratops  |
|  |               |

|  | Styracosaurus spp.                                                 |
|  |                                                                    |
|  | \| \| Stellasaurus \| \| \| \| \| \| Pachyrhinosaurini \| \| \| \| |
|  |                                                                    |
|  | Stellasaurus                                                       |
|  |                                                                    |
|  | Pachyrhinosaurini                                                  |
|  |                                                                    |

|  | Stellasaurus      |
|  |                   |
|  | Pachyrhinosaurini |
|  |                   |

|  | Styracosaurus spp.                                                 |
|  |                                                                    |
|  | \| \| Stellasaurus \| \| \| \| \| \| Pachyrhinosaurini \| \| \| \| |
|  |                                                                    |
|  | Stellasaurus                                                       |
|  |                                                                    |
|  | Pachyrhinosaurini                                                  |
|  |                                                                    |

|  | Stellasaurus      |
|  |                   |
|  | Pachyrhinosaurini |
|  |                   |

|  | Crittendenceratops                                                       |
|  |                                                                          |
|  | \| \| Nasutoceratops \| \| \| \| \| \| Avaceratops specimens \| \| \| \| |
|  |                                                                          |
|  | Nasutoceratops                                                           |
|  |                                                                          |
|  | Avaceratops specimens                                                    |
|  |                                                                          |

|  | Nasutoceratops        |
|  |                       |
|  | Avaceratops specimens |
|  |                       |

|  | Lokiceratops                                                       |
|  |                                                                    |
|  | \| \| Albertaceratops \| \| \| \| \| \| Medusaceratops \| \| \| \| |
|  |                                                                    |
|  | Albertaceratops                                                    |
|  |                                                                    |
|  | Medusaceratops                                                     |
|  |                                                                    |

|  | Albertaceratops |
|  |                 |
|  | Medusaceratops  |
|  |                 |

|  | Wendiceratops |
|  |               |
|  | Sinoceratops  |
|  |               |

|  | Styracosaurus spp.                                                 |
|  |                                                                    |
|  | \| \| Stellasaurus \| \| \| \| \| \| Pachyrhinosaurini \| \| \| \| |
|  |                                                                    |
|  | Stellasaurus                                                       |
|  |                                                                    |
|  | Pachyrhinosaurini                                                  |
|  |                                                                    |

|  | Stellasaurus      |
|  |                   |
|  | Pachyrhinosaurini |
|  |                   |

|  | Styracosaurus spp.                                                 |
|  |                                                                    |
|  | \| \| Stellasaurus \| \| \| \| \| \| Pachyrhinosaurini \| \| \| \| |
|  |                                                                    |
|  | Stellasaurus                                                       |
|  |                                                                    |
|  | Pachyrhinosaurini                                                  |
|  |                                                                    |

|  | Stellasaurus      |
|  |                   |
|  | Pachyrhinosaurini |
|  |                   |

|  | Wendiceratops |
|  |               |
|  | Sinoceratops  |
|  |               |

|  | Styracosaurus spp.                                                 |
|  |                                                                    |
|  | \| \| Stellasaurus \| \| \| \| \| \| Pachyrhinosaurini \| \| \| \| |
|  |                                                                    |
|  | Stellasaurus                                                       |
|  |                                                                    |
|  | Pachyrhinosaurini                                                  |
|  |                                                                    |

|  | Stellasaurus      |
|  |                   |
|  | Pachyrhinosaurini |
|  |                   |

|  | Styracosaurus spp.                                                 |
|  |                                                                    |
|  | \| \| Stellasaurus \| \| \| \| \| \| Pachyrhinosaurini \| \| \| \| |
|  |                                                                    |
|  | Stellasaurus                                                       |
|  |                                                                    |
|  | Pachyrhinosaurini                                                  |
|  |                                                                    |

|  | Stellasaurus      |
|  |                   |
|  | Pachyrhinosaurini |
|  |                   |

|  | Lokiceratops                                                       |
|  |                                                                    |
|  | \| \| Albertaceratops \| \| \| \| \| \| Medusaceratops \| \| \| \| |
|  |                                                                    |
|  | Albertaceratops                                                    |
|  |                                                                    |
|  | Medusaceratops                                                     |
|  |                                                                    |

|  | Albertaceratops |
|  |                 |
|  | Medusaceratops  |
|  |                 |

|  | Wendiceratops |
|  |               |
|  | Sinoceratops  |
|  |               |

|  | Styracosaurus spp.                                                 |
|  |                                                                    |
|  | \| \| Stellasaurus \| \| \| \| \| \| Pachyrhinosaurini \| \| \| \| |
|  |                                                                    |
|  | Stellasaurus                                                       |
|  |                                                                    |
|  | Pachyrhinosaurini                                                  |
|  |                                                                    |

|  | Stellasaurus      |
|  |                   |
|  | Pachyrhinosaurini |
|  |                   |

|  | Styracosaurus spp.                                                 |
|  |                                                                    |
|  | \| \| Stellasaurus \| \| \| \| \| \| Pachyrhinosaurini \| \| \| \| |
|  |                                                                    |
|  | Stellasaurus                                                       |
|  |                                                                    |
|  | Pachyrhinosaurini                                                  |
|  |                                                                    |

|  | Stellasaurus      |
|  |                   |
|  | Pachyrhinosaurini |
|  |                   |

|  | Wendiceratops |
|  |               |
|  | Sinoceratops  |
|  |               |

|  | Styracosaurus spp.                                                 |
|  |                                                                    |
|  | \| \| Stellasaurus \| \| \| \| \| \| Pachyrhinosaurini \| \| \| \| |
|  |                                                                    |
|  | Stellasaurus                                                       |
|  |                                                                    |
|  | Pachyrhinosaurini                                                  |
|  |                                                                    |

|  | Stellasaurus      |
|  |                   |
|  | Pachyrhinosaurini |
|  |                   |

|  | Styracosaurus spp.                                                 |
|  |                                                                    |
|  | \| \| Stellasaurus \| \| \| \| \| \| Pachyrhinosaurini \| \| \| \| |
|  |                                                                    |
|  | Stellasaurus                                                       |
|  |                                                                    |
|  | Pachyrhinosaurini                                                  |
|  |                                                                    |

|  | Stellasaurus      |
|  |                   |
|  | Pachyrhinosaurini |
|  |                   |

In seguito alla descrizione sottoposta a revisione paritaria di Lokiceratops, alcuni paleontologi hanno espresso delle critiche riguardo alla sua validità e distinzione dai suoi parenti più stretti all'interno di Albertaceratopsini, ossia Alberaceratops e Medusaceratops. Il paleontologo Denver Fowler ha spiegato che alcuni ceratopsiani, come il ben studiato Triceratops, sono noti per cambiare notevolmente la loro morfologia nel corso della loro vita. Notò inoltre che alcune delle caratteristiche anatomiche di Lokiceratops potrebbero effettivamente essere indicative di un Medusaceratops completamente maturo, piuttosto che di un taxon distinto; come nei Triceratops maturi, le corna sopracciliari di Lokiceratops sono cave, rispetto alle corna solide degli individui più giovani. Ciò implicherebbe un certo grado di variabilità intraspecifica (differenze tra individui della stessa specie) all'interno dei centrosaurini.
Altri revisori hanno espresso dubbi sul fatto che le differenze nel collare indichino specie distinte. Il paleontologo Jordan Mallon espresse il suo scetticismo sul fatto che cinque specie di enormi erbivori potessero coesistere in una regione così piccola di quella che oggi è la Montana e il Canada occidentale. Notò, inoltre, che la maggior parte delle variazioni di quelle specie sono dovute alla forma del loro collare e non ai loro adattamenti alimentari. "Le loro mascelle e i loro denti sono più o meno costruiti allo stesso modo". Se la regione effettivamente supportasse così tanta diversità, afferma, ci si aspetterebbe che gli animali si nutrissero di diversi tipi di piante per evitare la competizione. La paleontologa Elizabeth Freedman Fowler ha, inoltre, espresso preoccupazione per i metodi utilizzati per raccogliere i fossili. Solo due dei fossili raccolti sono stati protetti utilizzando guaine di gesso come è buona pratica di raccolta sul campo: hanno avvolto il resto in fogli di alluminio. Alcune delle ossa potrebbero essersi rotte, afferma Fowler, e preziose informazioni sul nuovo esemplare potrebbero essere andate perse.

## Paleoecologia
La cava di Loki è caratterizzata da arenarie carboniose a grana fine, siltiti e argilliti, con caratteristiche deposizionali che indicano un sistema fluviale scarsamente drenato. Nella cava sono state ritrovate scaglie di luccio alligatore e molluschi, nonché frammenti di piante e legno carbonizzati e perle d'ambra.